# زندگی آسان (فیلم ۱۹۳۷)
زندگی آسان (انگلیسی: Easy Living) فیلمی در ژانر کمدی به کارگردانی میچل لایزن محصول سال ۱۹۳۷ کشور ایالات متحده آمریکا است.

## بازیگران
- جین آرتور در نقش Mary Smith
- ادوارد آرنولد در نقش J.B. Ball
- ری میلند در نقش John Ball Jr.
- لوئیس آلبرنی در نقش Mr. Louis Louis
- ماری نش در نقش Mrs. (Jenny) Ball
- فرانکلین پاننگبورن در نقش Van Buren (the hat shop proprietor who starts the misunderstanding)
- Barlowe Borland در نقش Mr. Gurney
- ویلیام دمارست در نقش Wallace Whistling (the gossip columnist who makes Mary famous)
- Andrew Tombes در نقش E.F. Hulgar
- استر داله در نقش Lillian (J.B.'s secretary)
- Harlan Briggs در نقش Office Manager
- ویلیام بی. دیویدسون در نقش Mr. Hyde
- Nora Cecil در نقش Miss Swerf
- رابرت گریگ در نقش Butler (Graves, J.B. Ball's butler)
- Robert Homans در نقش Private Guard (در عنوان‌بندی نیامده)
- Olaf Hytten در نقش Houseman (در عنوان‌بندی نیامده)